# Maria Boldor
Maria Boldor (n. 3 august 1996, București, România) este o scrimeră română specializată pe floretă. Ea a câștigat una dintre medaliile de bronz la proba de floretă feminin la Campionatele Mondiale de scrimă din 2022 desfășurate la Cairo, Egipt.
Boldor a concurat la Campionatele Europene de scrimă în 2013, 2014 și 2015. Ea a reprezentat România la Jocurile Europene din 2015 desfășurate la Baku, Azerbaidjan unde a concurat la proba de floretă feminin.
În 2017, Maria Boldor a concurat în proba de floretă feminin la Campionatele Mondiale de scrimă desfășurate la Leipzig, Germania. În același an, ea a concurat, de asemenea, la probele de floretă individuală feminin și de florete pe echipe feminine la Universiada de vară din 2017 desfășurată în Taipei, Taiwan.
Boldor a concurat la proba de floretă feminin la Campionatele Mondiale de scrimă din 2019 desfășurate la Budapesta, Ungaria.

## Legături externe
Materiale media legate de Maria Boldor la Wikimedia Commons
- Maria Boldor la Comitetul Olimpic și Sportiv Român (arhivat)